# Erič
Erič je priimek v Sloveniji, ki ga je po podatkih Statističnega urada Republike Slovenije na dan 1. januarja 2010 uporabljalo 8 oseb in je med vsemi priimki po pogostosti uporabe uvrščen na 20.733. mesto.

## Znani nosilci priimka
- Julijan Erič, glasbenik, kitarist
- Miha Erič, ilustrator, grafik, rock-glasbenik...
- Milan Erič (*1956), slikar, ilustrator in avtor animiranih filmov, prof. ALUO
- Miran Erič (1959-2023), slikar, restavrator, podvodni arheolog, jamski potapljač